# ザ・ゲーマーズ (映画)
「ザ・ゲーマーズ」(The Gamers)は2002年に制作された低予算カルト映画で、脚本と演出はMatt Vancil、プロデュースは独立映画会社のen:Dead Gentlemen Productionsである。これはロールプレイングゲームへの愛情のこもったパロディであり、多くの場合コンベンションで見る事ができる光景である。2006年にen:The Gamers: Dorkness Risingと題した続編がリリースされたが、販売代理店を見つけるのに問題があった為に発売は延期された（結局は2008年8月にDVDがコンベンションとオンラインで発売された）。
2007年にはディレクターズ・カット版DVDが日本語字幕付きで発売された。

## プロット
この短い映画は寮でロールプレイングゲームに没頭しているゲーマーたちと彼らのキャラクター（同じ出演者によるプレイ）をフォローし、彼らのキャラクターはファンタジーの世界を旅して、"The Shadow"と知られる存在を打ち破りお姫様を救出する。後半は理論上は英雄的な冒険であるが、ゲームマスターは物語を育成しようとしながら、プレイヤーはキャラクターがエールへの耐性により興味を持つ傾向にあり、バリスタへの急所攻撃のダメージの乗算などを適用しようとする。
映画はゲーマーのステレオタイプが作り出す楽しみと最適なRPGプロット間の矛盾と、実際のRPGセッションが作り出す最大限のばかばかしさの両方を担っている。キャラクターはサイコロを振る間には何かと危険な凍結を試みる。パーティの盗賊は傍観者のポケットを盗み、その後傍観者のパンツを盗む--彼はどのような方法でもズボンを望んでいないので、単に彼のスキルの統計で許可されている場合。不運なサイコロの目が一人のキャラクターの死を引き起こす時、他のプレイヤーのキャラクターは一瞬だけ彼を悼み、その後すぐに彼が持っていたアイテムの上に口論を始める。キャラクターが活気づくと、彼らのプレイヤーはキャラクターが眠っている事を忘れて思い出し、プレイヤーは議論とスナックを食べはじめ、そして彼らのゲームは同じ寮の女の子から「静かに勉強させて欲しい」という要求がしばしば割り込まれる。
"The Shadow"はついに打ち破られ、長かった冒険の後、キャラクターは自分たちの奇妙なトンネルを見つける。ドアの反対側に、彼らは声を聞く—声は彼らのプレイヤーで、廊下の外でアクションを語っている。あふれて部屋に入る（とプレイヤーが決める）と、キャラクターはゲーマーたちを虐殺し、その後部屋全体の宝物をあさり始める。その彼らの全体の冒険で発見した「奇妙な魔術師」は、たった今殺害された事で文書化され、彼らのキャラクターシートが発見される（これはグループの戦士の知性能力値がたったの4だった為にうっかり攻撃してしまった）。これらの啓示の真っ只中に、「お姫様」（勉強の必要がある女の子がゲーマーたちの騒音によって中断された）が彼らのらんちき騒ぎに乱入し（彼らの服は単なる衣装に考えて）、彼女が去った後、彼らの最愛の姫がこのような汚い口の利き方や気性を持っていることに、冒険者は非常に呆然としたように見える。